# مرتضى أقاخان
مرتضی آقاخان محلاتي (بالفارسية: مرتضی آقاخان محلاتی)؛ هو لاعب كرة قدم إيراني من مواليد 5 أبريل 1993، يلعب في نادي ألمنيوم أراك.

## روابط خارجية
- مرتضى أقاخان على موقع قاعدة بيانات كرة القدم.إي يو (الإنجليزية)
- مرتضى أقاخان على موقع Soccerway.com (الإنجليزية)